# شنبه‌شب و صبح یکشنبه (رمان)
شنبه‌شب و صبح یکشنبه (انگلیسی: Saturday Night and Sunday Morning) اولین رمان نویسنده انگلیسی، الن سیلیتو است که در سال ۱۹۵۸ منتشر شد. در ۱۹۶۰، از روی این اثر، اقتباسی سینمایی به همین نام و به کارگردانی کارل رایز ساخته شده است.